# Барненес

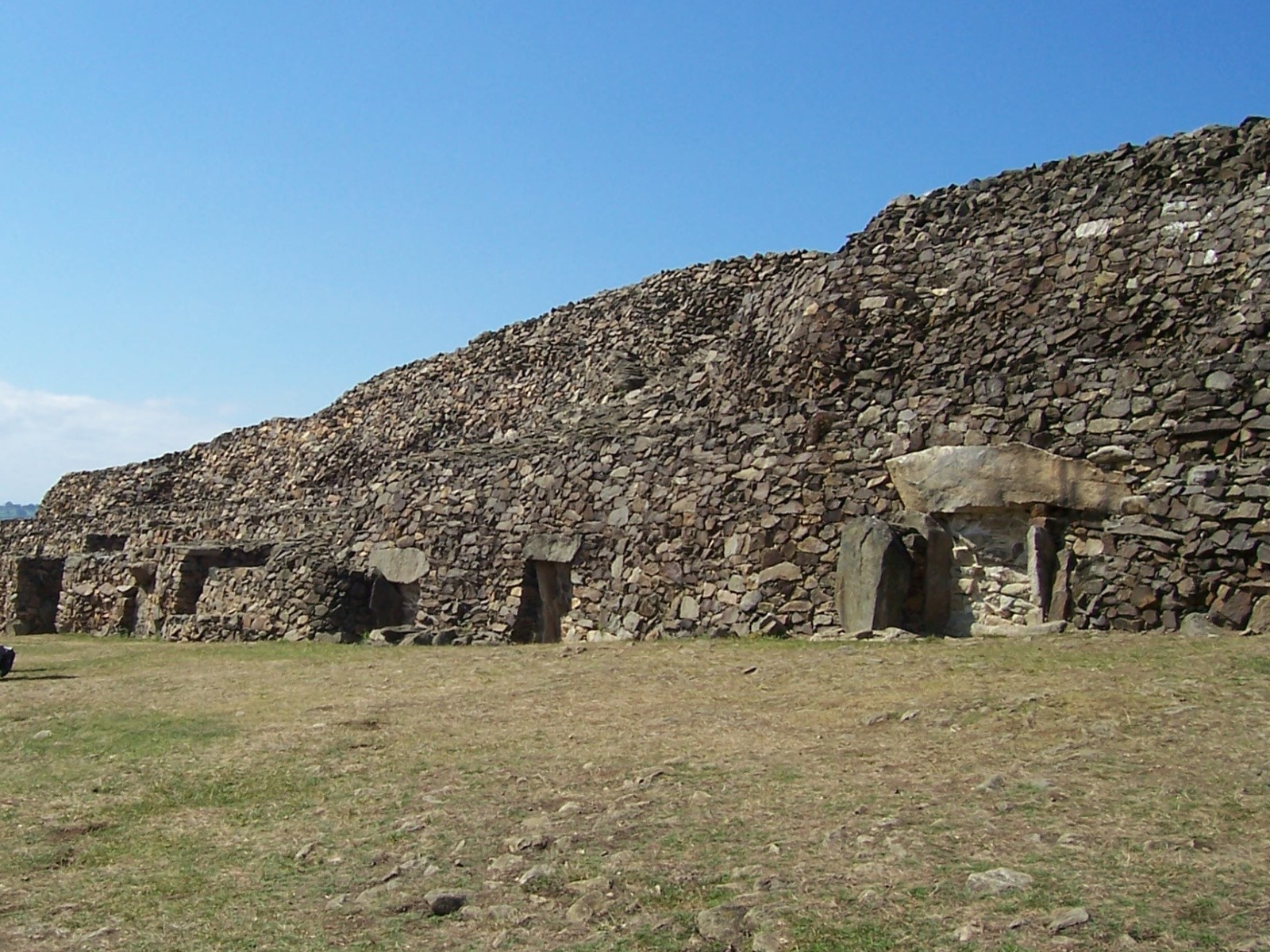
Фронтальная панорама Барненес.

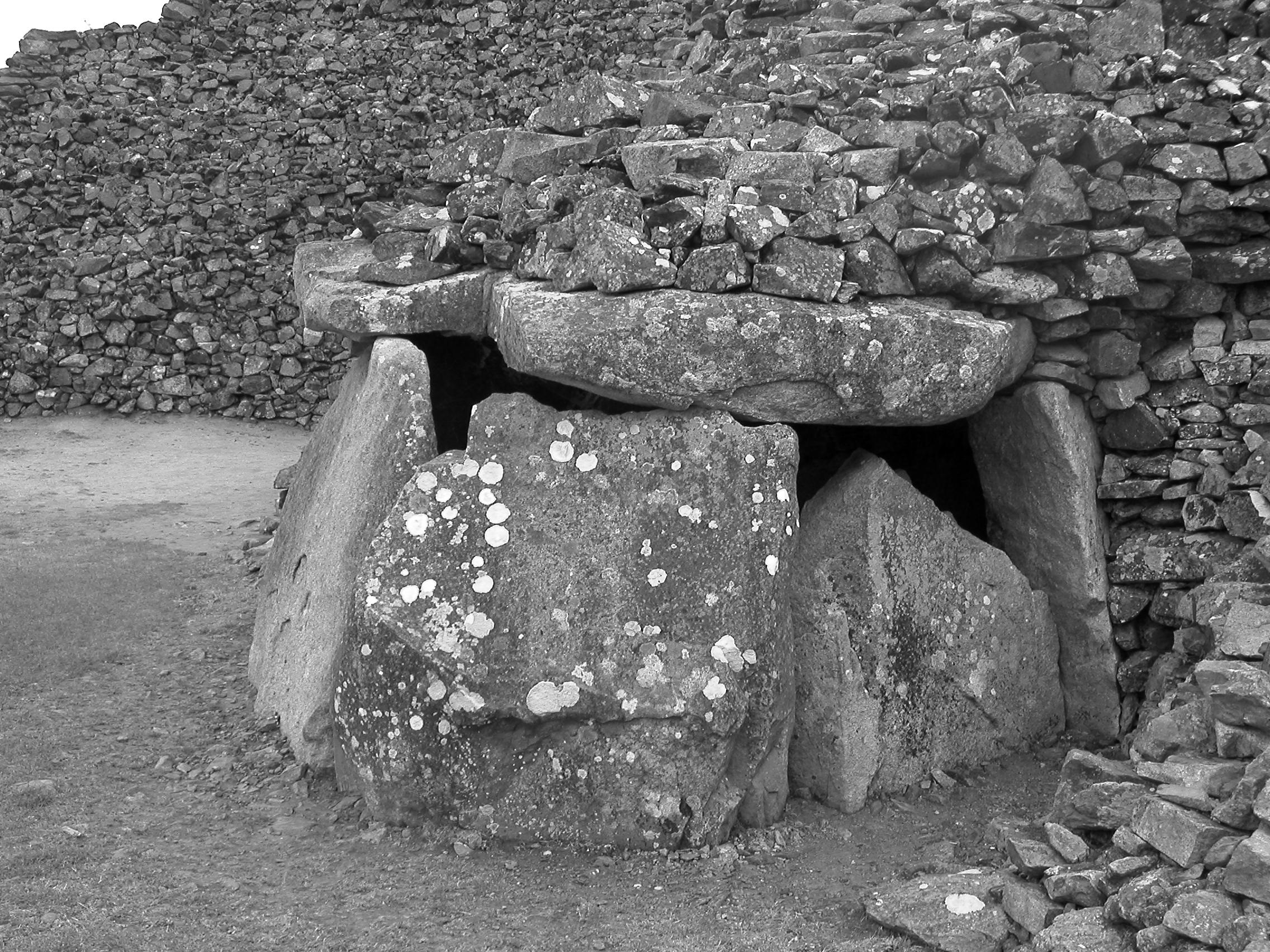
Одна из камер, обнаруженная в результате добычи камней в XX веке.

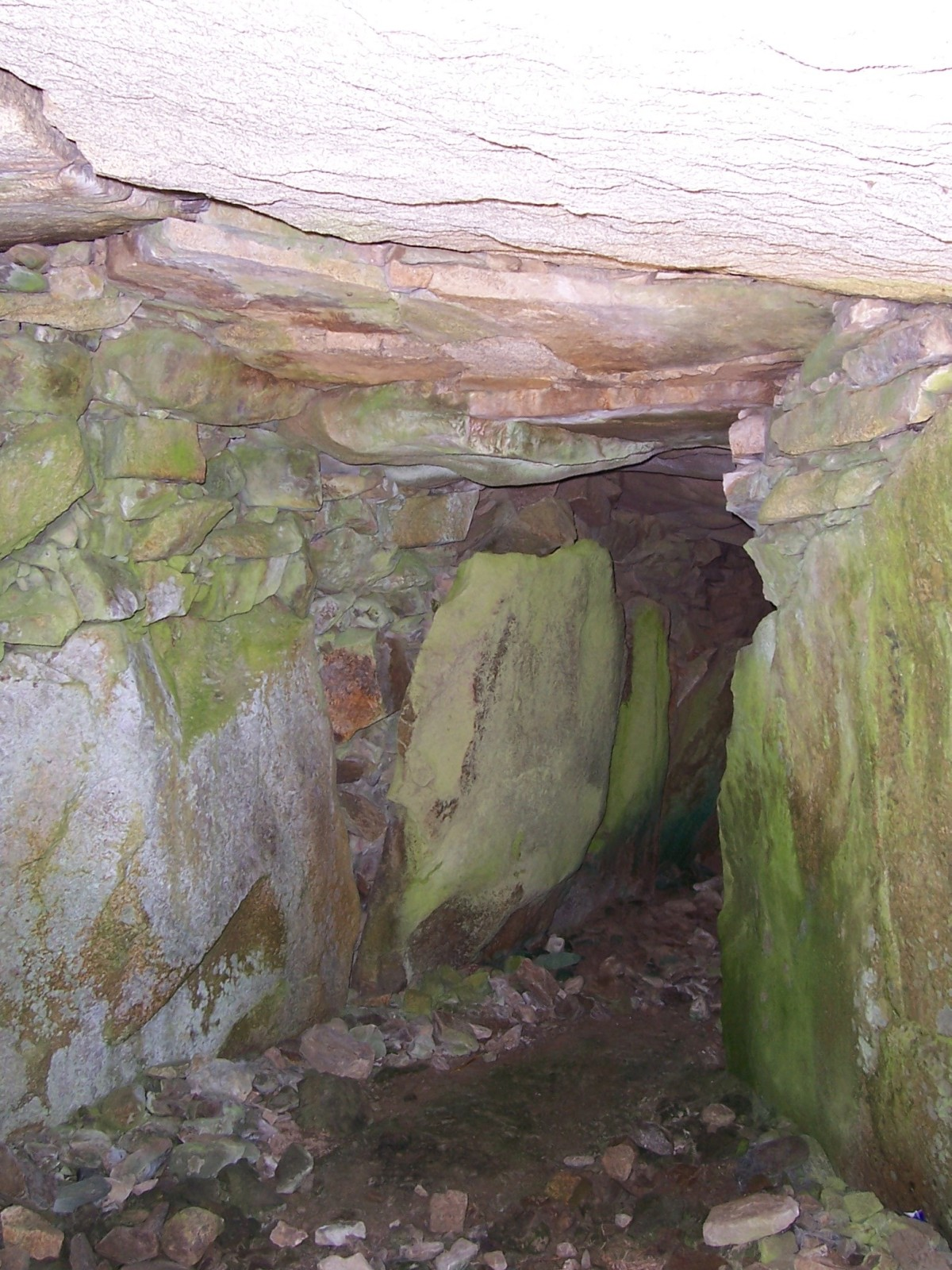
Один из коридоров Барненес.

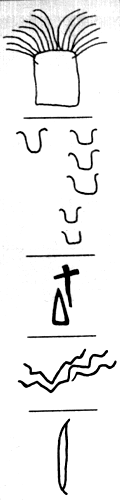
Примеры мегалитического искусства.

Курган Барненес (фр. Barnenez) — памятник эпохи неолита. Находится ок. города Плуэзок (Plouezoc’h), на полуострове Кернелен (Kernéléhen) на севере округа Финистер, Бретань (Франция). Относится к раннему неолиту, датируется примерно 4,5 тыс. л. до н. э. Считается одним из наиболее ранних мегалитов в Европе. На кургане имеются образцы мегалитического искусства.
Сходные, возможно, сооружённые в то же время памятники обнаружены в 22 других местах Франции (в частности, в Гаврини) и на острове Джерси (джерсийские памятники, как правило, сохранились лучше, чем на материке).

## История

### Датировка
Датировка радиоуглеродным методом показала, что первый этап сооружения монумента пришёлся на период между 4850 и 4250 гг. до н. э., а второй этап — между 4450 и 4000 до н. э.

### Последующее использование
Керамика, обнаруженная внутри кургана и вокруг него, показывает, что он повторно использовался в период бронзового века в 3 тыс. до н. э.

### Признание в качестве памятника древности
Впервые каирн был нанесён на карту в 1807 году, когда составлялся наполеоновский кадастр. Научному миру Барненес стал известен в 1850 г. на конгрессе в Морле (Morlaix), где он был отнесён к курганам.

### Повреждение
Барненес находился в частной собственности до 1950-х годов, и использовался как каменоломня — из него добывались булыжники для мостовой. Эта деятельность, которая угрожала полным разрушением памятника, была прекращена только после открытия нескольких погребальных камер в 1950-е годы. После этого местная община взяла в свои руки управление памятником.

### Реставрация и раскопки
Барненес был восстановлен в период 1954—1968 годов. В то же время с него была удалена растительность, начались систематические раскопки.

## Монумент

### Курган
В настоящее время длина каирна Барненес достигает 72 метров, ширина до 25 метров и высота 8 метров. Общая масса камня кургана составляет от 13 до 14 тысяч тонн. Курган содержит 11 камер, в которые ведут раздельные коридоры. У кургана — почти отвесный фасад и ступенчатый профиль. Несколько внутренних стен либо представляют собой более древние фасады, либо служат как опорные конструкции. Курган состоит из относительно небольших каменных блоков, истинными мегалитами являются лишь камеры.
С Барненес открывается вид на залив Морле (Morlaix). По-видимому, во время сооружения храма прибрежные земли были достаточно плодородны.

### Стадии сооружения

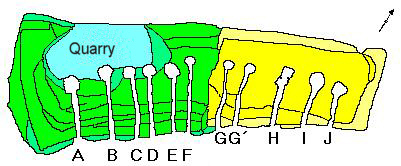
Упрощённый план. Каирн 1 — жёлтый, каирн 2 — зелёный.

Монумент сооружался поэтапно. На первом этапе (до 4500 г. до н. э.) был сооружён каирн 1, включающий 5 камер и окружённый двойным рядом камней. На второй стадии (около 4200 — 3900 гг. до н. э.) сооружён каирн 2 с 6 камерами, более широкий и высокий. На второй стадии использовалось больше гранита.

### Способ сооружения
Один кубометр кургана Барненес содержит 1500 кг камня. По оценкам, добыча, обработка, перевозка и установка на месте такого количества камня требовала 4 рабочих дней одного работника (с учётом 10-часового рабочего дня). Оригинальный памятник, Каирн 1, имеет объём около 2 тыс. кубических метров; он содержит 1000 т гранита и 3000 т долерита. Таким образом, для его сооружения потребовалось бы от 15 до 20 тыс. человеко-дней, или 200 рабочих на три месяца. В окончательной форме курган Барненес почти втрое превышал первоначальный размер (на 1-й стадии).

### Мегалитическое искусство

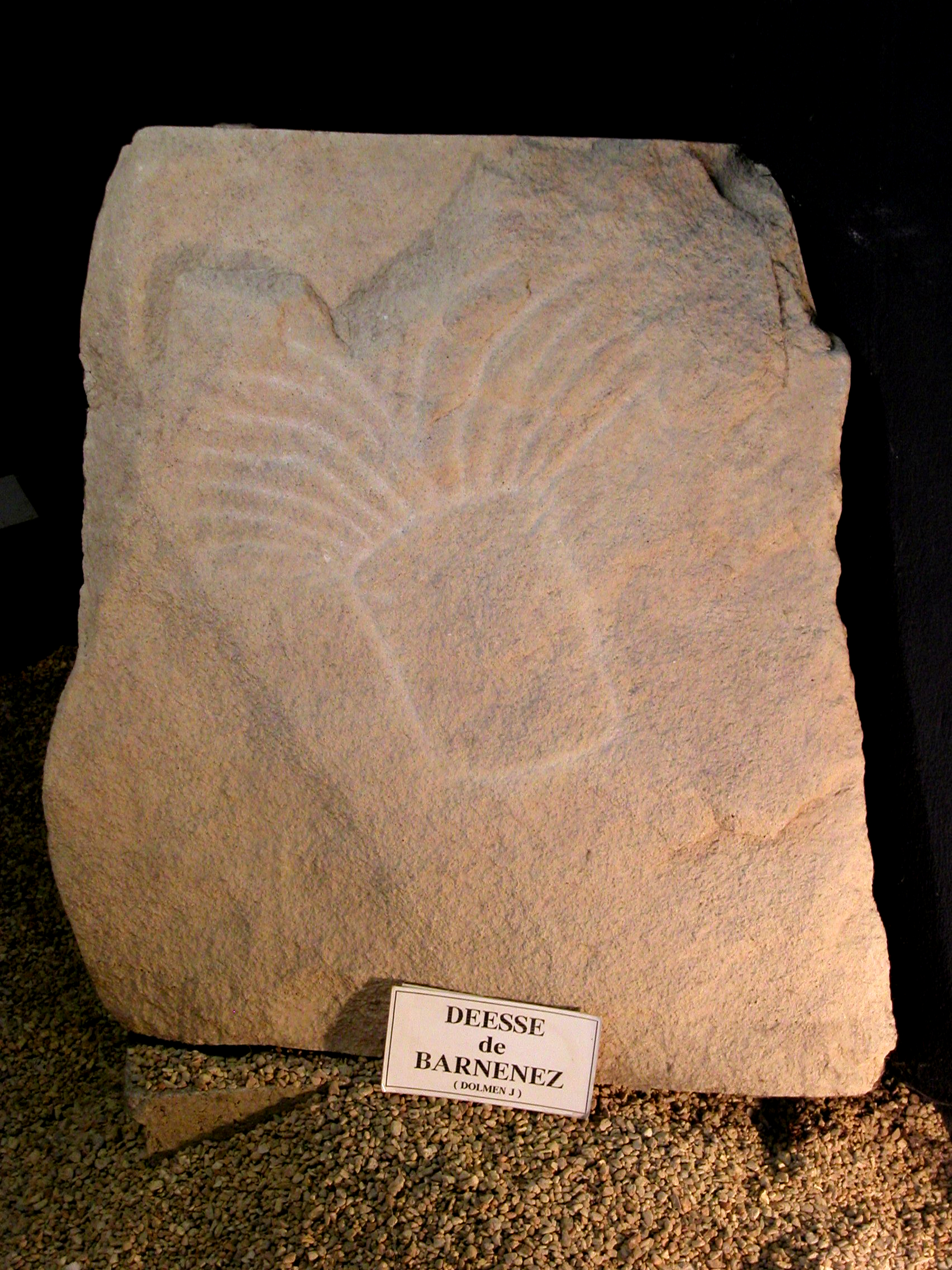
Репродукция «дольменной богини» из Барненес.

В некоторых коридорах и камерах обнаружены вырезанные на камнях символы — изображения луков, топоров, волн, змей, П-образные знаки. Один из камней с вырезанными рисунками первоначально был частью другого сооружения; подобное же повторное использование камней наблюдалось и в ряде других памятников, например, Гаврини.
Символы, вырезанные на каменных блоках, напоминают символы на других мегалитических памятниках Бретани; один из часто повторяющихся символов условно обозначается как «богиня дольменов».

### Находки
Артефакты были обнаружены только в каирне 2 — керамика, полированные каменные топоры и наконечники стрел эпохи неолита. Кроме того, были обнаружены предметы позднейшего периода. Осколки керамики, обнаруженные в окрестностях памятника, показывают, что он был повторно использован в бронзовом веке, конкретно в 3 тысячелетии до н. э. К этому периоду относятся медный кинжал и зазубренный наконечник стрелы эпохи халколита.